# Franck Renier
Franck Renier (Laval, 11 aprile 1974) è un ex ciclista su strada francese.
Professionista tra il 2000 e il 2008, vinse un Tour du Finistère.

## Carriera
Passò professionista nel 2000 con la Bonjour di Philippe Raimbaud e Jean-René Bernaudeau, squadra con cui rimase per tutta la carriera, terminata nel 2008. Ottenne una sola vittoria tra i professionisti, il Tour du Finistère nel 2001. Nel 2003 fu quarto alla Parigi-Bruxelles e quinto alla Parigi-Tours. Partecipò a quattro edizioni del Tour de France, due del Giro d'Italia, due della Vuelta a España e tre dei campionati del mondo.

## Palmarès
- 1998 (Vendée U, due vittorie)

Trio Normand (Lillebonne, con Christian Blanchard e Mickaël Pichon)
Grand Prix Cristal Energie
- 1999 (Vendée U, due vittorie)

Paris-Auxerre
Manche-Atlantique
- 2001 (Bonjour, una vittoria)

Tour du Finistère

## Piazzamenti

### Grandi Giri
- Giro d'Italia

2005: 134º
2007: 119º
- Tour de France

2001: 116º
2002: 85º
2003: 95º
2004: 114º
- Vuelta a España

2005: fuori tempo massimo (5ª tappa)
2006: 121º

### Classiche monumento
- Milano-Sanremo

2004: 40º
- Giro delle Fiandre

2005: 59º
2007: 61º
- Parigi-Roubaix

2002: 48º
2003: 29º
2008: 77º

### Competizioni mondiali
- Campionati del mondo

Zolder 2002 - In linea: 131º
Hamilton 2003 - In linea: 90º
Verona 2004 - In linea: ritirato